# 9 cm Minenwerfer M. 17
Il 9 cm Minenwerfer M. 17 era un mortaio medio da trincea austro-ungarico utilizzato dall'Imperiale e regio esercito durante la prima guerra mondiale. Venne sviluppato dalla ungherese Diósgyőri Gépgyár in risposta al bando del 3 ottobre 1917 per rimpiazzare i precedenti mortai leggeri da M. 14, M. 14/16 e Lanz (questi ultimi forniti dall'alleato Impero tedesco). La produzione tardò a entrare a regime e al gennaio 1918 erano state consegnate solo 10 armi. Le prime grandi consegne furono effettuate nel marzo 1918, ma la carenza di materie prime e lo stato dell'industria militare austro-ungarica, già a massimo regime, ostacolarono il piano di produrre 2 730 mortai entro l'ottobre 1918.
L'arma utilizzava una canna rigata a retrocarica con otturatore a blocco basculante. Questo blocco era disposto in modo che la canna tornasse alla giusta elevazione dopo il caricamento, per accelerare il rateo di fuoco. L'affusto era montato su una piccola piattaforma di tiro rettangolare in metallo con quattro maniglie di trasporto che consentivano un angolo di brandeggio di 120°.
Dopo la fine della guerra e la dissoluzione della duplice monarchia, il pezzo fu ereditato dalla Cecoslovacchia, dove era denominato 9 cm Lehky minomet vz. 17, e dalla Jugoslavia, i cui pezzi dalla Wehrmacht furono ridenominati 9 cm Granatwerfer 309(j): in ogni caso, non si hanno notizie di eventuali utilizzi da parte dei tedeschi.